# Adrien Le Vaillant de Bovent
Adrien-Louis-Mathieu, chevalier Le Vaillant de Bovent (16 mars 1777, Lons-le-Saunier - 8 février 1859, Paris), est un militaire et homme politique français.

## Biographie
Fils de Claude-François Le Vaillant de Bovent, écuyer, conseiller du roi et receveur des finances de Lons-le-Saunier, et de Charlotte-Françoise Letellier de Grécourt, il suit la carrière des armes. Capitaine commandant l'artillerie de la garde en 1809, il entra dans l'administration des forêts, et fut inspecteur à Beauvais. 
Propriétaire à Méru, il est élu, le 17 novembre 1827, député du 1er arrondissement de l'Oise contre Durand Borel de Brétizel. 
Levaillant de Bovent soutint la politique du ministère Martignac, combattit le ministère Polignac et fut des 221. Réélu, le 23 juin 1830, il adhéra au gouvernement de Louis-Philippe, et opina avec la majorité conservatrice jusqu'en 1831.
Chevalier de l'Empire le 22 novembre 1808, il était chevalier de l'ordre de Saint-Louis et commandeur de la Légion d'honneur.
Il épousa Foy Le Caron de Troussures, dame de Boulaines, fille de Louis-Lucien Le Caron, chevalier, seigneur de Troussures, président du tribunal civil de Beauvais, et de Françoise Le Mareschal de Fricourt. Il eut une fille, Cécile, marié au baron Louis-François-Alfred de Seroux, officier des gardes du corps du roi, et une autre, Marie, épouse de Gabriel d'Avon, baron de Collongue.

## Sources
- « Adrien Le Vaillant de Bovent », dans Adolphe Robert et Gaston Cougny, Dictionnaire des parlementaires français, Edgar Bourloton, 1889-1891 [détail de l’édition]